# Fußball-Weltmeisterschaft 1954/Österreich
| Dieser Artikel behandelt die österreichische Nationalmannschaft bei der Fußballweltmeisterschaft 1954. |

Die österreichische Fußballnationalmannschaft nahm 1954 zum zweiten Mal an einer Fußball-Weltmeisterschaft teil, nachdem der Verband die Teilnahme an der WM 1950 in Brasilien auf Grund der hohen Reisekosten abgesagt hatte. Die Nationalmannschaft gewann das Duell in der Qualifikation deutlich und reiste als ein Geheimfavorit auf den Titel in der vom Krieg verschont gebliebenen Schweiz an.
Die Österreicher konnten souverän, ohne einen Gegentreffer zu kassieren, ihre Gruppe gewinnen und lieferten sich im Viertelfinale gegen die Schweiz in der „Hitzeschlacht von Lausanne“ eines der bekanntesten Spiele der Weltmeisterschaftsgeschichte. Das Team erreichte damit zum zweiten Mal nach 1934 ein Weltmeisterschaftshalbfinale, wo man sich nach einer Niederlage gegen Deutschland anschließend im Spiel um Platz drei gegen den amtierenden Weltmeister Uruguay behaupten konnte.
Der dritte Platz in dieser Weltmeisterschaft gilt als der größte Erfolg in der Geschichte des österreichischen Fußballs der Nachkriegszeit. Insbesondere die Angriffsleistung der Österreicher mit 16 Treffern, wovon allein der Vizetorschützenkönig der WM, Erich Probst, sechs Tore erzielte, überzeugte. Da jedoch ein großer Teil der österreichischen Spieler nach dem Turnier ins Ausland wechselte, spielte diese Mannschaft nie mehr gemeinsam im Team.

## Qualifikation
Österreich wurde in der Qualifikation in die Gruppe 5 zugeteilt. Es handelte sich dabei um die kleinste Gruppe, denn sie bestand nur aus zwei Mannschaften: Österreich und Portugal. Mit einem 9:1-Sieg in Wien vor 60.000 Zuschauern war die Qualifikation bereits nach dem Hinspiel klar. Mann des Tages war der fünffache Torschütze Erich Probst, zwischen der 14. und der 31. Minute erzielte er gar einen lupenreinen Hattrick zum zwischenzeitlichen 4:0. Die weiteren Treffer erzielten Ernst Happel, Theodor Wagner, Ernst Ocwirk und Robert Dienst; für Portugal traf José Águas. Das Rückspiel in Lissabon endete 0:0. Österreich war damit nach 1934 und 1938, als man wegen der Annexion Österreichs durch das Deutsche Reich nicht mehr an der WM-Endrunde teilnehmen konnte, bei der dritten Teilnahme zum dritten Mal für eine WM qualifiziert.

## Vorbereitung und Nachwirkungen
Die Vorbereitung für die Weltmeisterschaft in der Schweiz wurde intensiv geführt und begann bereits ein Jahr zuvor. Trainer Walter Nausch, ehemals Spieler im Wunderteam, der verletzungsbedingt nicht selbst an der Weltmeisterschaft 1934 hatte teilnehmen können, versprach als Anreiz gemeinsam mit dem ÖFB den Routiniers die Freigabe für das Ausland. Das Angebot wurde nach der Weltmeisterschaft unter anderem von Happel, Ocwirk, Probst und Stojaspal wahrgenommen, was wie bereits beim Wunderteam zwanzig Jahre zuvor zum Zerfall einer der besten Mannschaften in der Geschichte des österreichischen Fußballs führte. Die Spieler dieser WM spielten später nie wieder gemeinsam im Team.

## Österreichisches Aufgebot
| Nummer / Name | Nummer / Name            | Verein vor WM-Beginn | Geburtstag | Spiele   | Tore     |          |          |
| Torhüter      | Torhüter                 | Torhüter             | Torhüter   | Torhüter | Torhüter | Torhüter | Torhüter |
| ------------- | ------------------------ | -------------------- | ---------- | -------- | -------- | -------- | -------- |
| 15            | Franz Pelikan            | SC Wacker Wien       | 06.11.1925 |          |          |          |          |
| 1             | Kurt Schmied             | First Vienna FC      | 14.06.1926 | 4        |          |          |          |
| 16            | Walter Zeman             | SK Rapid Wien        | 01.05.1927 | 1        |          |          |          |
| Abwehr        |                          |                      |            |          |          |          |          |
| 4             | Leopold Barschandt       | Wiener Sport-Club    | 12.08.1925 | 4        |          |          |          |
| 20            | Paul Halla               | SK Rapid Wien        | 10.04.1931 |          |          |          |          |
| 2             | Gerhard Hanappi          | SK Rapid Wien        | 16.02.1929 | 5        |          |          |          |
| 3             | Ernst Happel             | SK Rapid Wien        | 29.11.1925 | 4        |          |          |          |
| 13            | Walter Kollmann          | SC Wacker Wien       | 17.06.1932 | 1        |          |          |          |
| Mittelfeld    |                          |                      |            |          |          |          |          |
| 14            | Karl Giesser             | SK Rapid Wien        | 29.10.1928 |          |          |          |          |
| 6             | Karl Koller              | First Vienna FC      | 08.02.1929 | 5        |          |          |          |
| 5             | Ernst Ocwirk             | FK Austria Wien      | 07.03.1926 | 5        | 2        |          |          |
| 12            | Karl Stotz               | FK Austria Wien      | 27.03.1927 |          |          |          |          |
| 17            | Alfred Teinitzer         | Linzer ASK           | 29.07.1929 |          |          |          |          |
| Angriff       |                          |                      |            |          |          |          |          |
| 19            | Robert Dienst            | SK Rapid Wien        | 01.03.1928 | 2        |          |          |          |
| 22            | Walter Haummer           | SC Wacker Wien       | 22.11.1928 |          |          |          |          |
| 11            | Alfred Körner            | SK Rapid Wien        | 14.02.1926 | 4        | 2        |          |          |
| 7             | Robert Körner            | SK Rapid Wien        | 21.08.1924 | 5        |          |          |          |
| 10            | Erich Probst             | SK Rapid Wien        | 05.12.1927 | 5        | 6        |          |          |
| 18            | Johann Riegler           | SK Rapid Wien        | 17.07.1929 |          |          |          |          |
| 8             | Walter Schleger          | FK Austria Wien      | 19.09.1929 | 2        |          |          |          |
| 21            | Ernst Stojaspal          | FK Austria Wien      | 14.01.1925 | 4        | 3        |          |          |
| 9             | Theodor Wagner           | SC Wacker Wien       | 06.08.1927 | 4        | 3        |          |          |
| Trainer       |                          |                      |            |          |          |          |          |
|               | Walter Nausch (Teamchef) |                      | 05.02.1907 |          |          |          |          |

## Spiele

### Gruppenphase
Österreich wurde bei der Weltmeisterschaft in der Schweiz der Gruppe 3 zugelost, gemeinsam mit dem amtierenden Weltmeister Uruguay, der Tschechoslowakei und Schottland. Das rot-weiß-rote Team bestritt seine beiden Gruppenspiele im Zürcher Hardturm. Im ersten Spiel konnte man nach hartem Kampf Schottland schließlich 1:0 bezwingen, das zweite Qualifikationsspiel gewann man umso klarer mit 5:0 gegen die Tschechoslowakei. Damit war Österreich gemeinsam mit Uruguay, das ebenfalls beide seiner Spiele gewann, Erster der Gruppe 3, sodass das Los entscheiden musste, wer in der Tabelle an erster Stelle gereiht wurde. Österreich wurde zwar gezogen – dieses Los bedeutete jedoch, dass man gegen den Gastgeber im Viertelfinale antreten musste.
Somit war Österreich Gruppensieger.

### Gruppenspiel gegen Schottland
Österreich erwischte zu Beginn der Weltmeisterschaft mit Schottland einen schweren Gegner, wenngleich die letzten beiden Duelle zu seinen Gunsten endeten. Das schottische Team war in der Anfangszeit überlegen und drückte auf den ersten Treffer. Doch nach einer halben Stunde schnappte sich Probst den Ball und kam nach einem Doppelpass mit Körner II frei zum Schuss, erzielte den ersten seiner sechs Treffer dieser Weltmeisterschaft und brachte so das rot-weiß-rote Team mit 1:0 in Front. Dieser knappe Vorsprung wurde von den Österreichern bis zum Abpfiff verteidigt, wenngleich die Schotten in der 89. Minute noch fast ins Tor trafen. Kurt Schmied konnte jedoch noch einen scharfen Schuss aus fünf Meter parieren.
| Österreich – Schottland 1:0 | Österreich – Schottland 1:0                                                                          |
| --------------------------- | --- |
| Daten                       | 250. Länderspiel am 16. Juni 1954 in Zürich                                                          |
| Österreich                  | Schmied; Hanappi, Happel, Barschandt; Ocwirk, Koller; R. Körner, Schleger, Dienst, Probst, A. Körner |
| Schottland                  | Martin; Cunningham, Aird; Docherty, Davidson, Cowie; MacKenzie, Fernie, Mochan, Brown, Ormond        |
| Tore                        | Probst (33.)                                                                                         |

### Gruppenspiel gegen die Tschechoslowakei
Die österreichische Nationalmannschaft war dem Vizeweltmeister von 1934 von der ersten Minute an klar überlegen. Bereits nach einer halben Stunde hieß es 4:0 für die Österreicher. Ernstl Stojaspal gab in diesem Spiel sein Comeback im Nationaldress und eröffnete bereits in der 3. Minute den Torreigen. Erich Probst stand Stojaspal in nichts nach und legte drei Treffer nach. In der zweiten Halbzeit schonte sich die österreichische Mannschaft auf das Viertelfinale hinblickend ein wenig. Ernstl Stojaspal setzte noch mit seinem Goal zum 5:0-Endstand den Schlusspunkt in einer aus österreichischer Sicht gelungenen Qualifikationsrunde. Für die Tschechoslowakei bedeutete das 0:5 allerdings die höchste Niederlage in ihrer Geschichte.
| Österreich – Tschechoslowakei 5:0 | Österreich – Tschechoslowakei 5:0                                                                     |
| --------------------------------- | --- |
| Daten                             | 251. Länderspiel am 19. Juni 1954 in Zürich                                                           |
| Österreich                        | Schmied; Hanappi, Happel, Barschandt; Ocwirk, Koller; R. Körner, Wagner, Stojaspal, Probst, A. Körner |
| Tschechoslowakei                  | Stacho; Šafránek, Novák; Trnka, Pluskal, Hertl; Hlaváček, Hemele, Kačáni, Pažický, Kraus              |
| Tore                              | Stojaspal (3., 65.), Probst (4., 21., 24.)                                                            |

### Viertelfinale – „Hitzeschlacht von Lausanne“
Der Sieg im Viertelfinale von Österreich über die Schweiz in der sogenannten Hitzeschlacht von Lausanne ist heute noch Gegenstand zahlreicher Erzählungen. Das trefferreichste Spiel in der Geschichte von Fußballweltmeisterschaften konnte Österreich mit 7:5 für sich entscheiden. Torhüter Kurt Schmied erlitt bereits zu Beginn des Spieles einen Sonnenstich, durfte jedoch nicht ausgewechselt werden. Die Schweizer gingen so rasch vor knapp 50.000 heimischen Fans mit 3:0 in Führung. Kurt Schmied wurde indes von Masseur Ulrich mit zugeworfenen Schwämmen gekühlt. Ulrich stellte sich hinter das österreichische Tor und begann damit, den sich in einem Trance-ähnlichen Zustand befindenden Kurt Schmied bei jedem Angriff zu dirigieren. Das österreichische Team suchte bald nach der schweizerischen Führung die Flucht nach vorne und lag zehn Minuten später selbst mit 5:3 in Front. Nach einem packenden Spiel, in dem Österreich auch noch einen Elfmeter verschoss, gewann das Team von Kurt Schmied schließlich dennoch mit 7:5 und stieg zum zweiten Mal in der Geschichte in ein Halbfinale einer Weltmeisterschaft auf.
| Österreich – Schweiz 7:5 | Österreich – Schweiz 7:5                                                                                            |
| ------------------------ | --- |
| Daten                    | 252. Länderspiel am 26. Juni 1954 in Lausanne                                                                       |
| Österreich               | Schmied; Hanappi, Happel, Barschandt; Ocwirk, Koller; R. Körner, Wagner, Stojaspal, Probst, A. Körner               |
| Schweiz                  | Parlier; Bocquet, Neury, Casali; Eggimann, Kernen; Antenen, Vonlanthen, Hügi, Ballaman, Fatton                      |
| Tore                     | Wagner (25., 28., 52.), A. Körner (27., 34.), Ocwirk (32.), Probst (76.); Ballaman (16., 41.), Hügi (17., 23., 58.) |

### Halbfinale
Österreich ging als Favorit und selbstbewusst in die Halbfinalpartie gegen Deutschland – man träumte bereits vom Finale gegen den „Erzrivalen“ Ungarn. Die Vorzeichen vor dem Spiel sprachen jedoch nicht für das österreichische Team. Die Spieler waren von der Hitzeschlacht ausgelaugt, Kurt Schmied konnte sich zudem noch nicht von seinem Sonnenstich erholen und musste Walter Zeman Platz machen, der einen rabenschwarzen Tag erwischte. Das Spiel verlief zunächst zu Ungunsten Österreichs – der Halbzeitstand war ernüchternd. Dank eines Tors von Schäfer führten die Deutschen zur Pause mit 1:0. In der zweiten Halbzeit drängten die Österreicher auf den Ausgleich, konnten Toni Turek allerdings zunächst nicht überwinden und kassierten das 2:0 nach einer Ecke mitten in ihrer Drangphase. Kurze Zeit später erzielte jedoch Probst den ersten rot-weiß-roten Treffer im Halbfinale zum 2:1. Nach einem scharfen Schuss von Turl Wagner ließ Turek den Ball fallen, und Probst schoss ein. Per Foulelfmeter stellten die Deutschen allerdings wieder den 2-Tore-Vorsprung her – Österreich bekam abermals die große Chance zum Anschlusstreffer. Einen Schuss von Probst konnte Turek nur noch knapp parieren und auf die Latte ablenken. Gegen Ende des Spiels brach das österreichische Team konditionell vollkommen ein und konnte kaum noch Gegenwehr leisten.
| Österreich – BR Deutschland 1:6 | Österreich – BR Deutschland 1:6                                                                   |
| ------------------------------- | ------------------------------------------------------------------------------------------------- |
| Daten                           | 253. Länderspiel am 30. Juni 1954 in Basel                                                        |
| Österreich                      | Zeman; Hanappi, Happel, Schleger; Ocwirk, Koller; R. Körner, Wagner, Stojaspal, Probst, A. Körner |
| BR Deutschland                  | Turek; Posipal, Kohlmeyer; Eckel, Liebrich, Mai; Rahn, Morlock, Walter, Walter, Schäfer           |
| Tore                            | Probst (51.); Schäfer (31.), Morlock (47.), F. Walter (55. FE, 66. FE), O. Walter (61., 89.)      |

### Spiel um Platz drei
Im Spiel um Platz 3 konnte sich Österreich gegen den bis dato amtierenden Weltmeister Uruguay mit 3:1 durchsetzen und somit den größten Erfolg des österreichischen Fußballs in der Nachkriegszeit erreichen. Dem Betreuerteam gelang es, die gebrochenen und teils auch von den Medien hart kritisierten Spieler nach der Halbfinalniederlage gegen Deutschland wieder aufzurichten. Nachdem Robert Dienst im gegnerischen Strafraum gelegt wurde, konnte Stojaspal den anfälligen Elfmeter gezielt „Halbmitte oben links“ verwandeln. Der zweimalige Weltmeister Uruguay kam jedoch noch in der ersten Halbzeit zum Ausgleichstreffer durch einen Weitschuss von Juan Hohberg. In der 60. Minute gingen die Österreicher nach der Kombination Stojaspal – Wagner – Körner erneut in Führung. Der Schuss von Körner wurde jedoch vom Uruguayer Cruz mit dem Kopf abgelenkt, sodass in der offiziellen Turnierstatistik von einem Eigentor die Rede ist. Ein 30-Meter-Bombenschuss von Ocwirk setzte den Schlusspunkt im letzten Spiel in der erfolgreichsten Weltmeisterschaft in der Geschichte der österreichischen Fußballnationalmannschaft.
| Österreich – Uruguay 3:1 | Österreich – Uruguay 3:1                                                                             |
| ------------------------ | --- |
| Daten                    | 254. Länderspiel am 3. Juli 1954 in Zürich                                                           |
| Österreich               | Schmied; Hanappi, Kollmann, Barschandt; Ocwirk, Koller; R. Körner, Wagner, Dienst, Stojaspal, Probst |
| Uruguay                  | Máspoli; Martínez, Santamaria; Andrade, Carballo, Cruz; Abbadie, Mendez, Hohberg, Schiaffino, Borges |
| Tore                     | Stojaspal (15. FE), Cruz (59. ET), Ocwirk (79.); Hohberg (27.)                                       |

## Empfang in Wien
Die Spieler erhielten für ihren Erfolg bei der Weltmeisterschaft je 38.000 Schilling – eine stattliche Summe. Die WM-Dritten wurden mit großer Begeisterung von mehreren tausend Fans am Wiener Westbahnhof empfangen, die die Spieler auf ihren Schultern aus der Bahnhofshalle trugen.

### Randnotiz
In der ORF-Dokumentation „Hitzeschlacht von Lausanne“ aus dem Jahre 2006 erfolgte die Aussage eines der Spieler, dass der Torhüter Walter Zeman und Ernst Happel vor dem Empfang in Wien aus dem Fahrzeug der Mannschaft ausgestiegen seien, da sich in der Heimat das Gerücht verbreitete, dass die beiden Spieler im Spiel gegen Deutschland bestochen gewesen sein sollen. Diese Anschuldigung hat vor allem Happel sehr verärgert, da sie nur aus Frust über die Niederlage erfunden wurde.